# Ekallatum
Ekallātum was een stad in Opper-Mesopotamië, later deel van Assyrië. Verschillende plaatsen zijn voorgesteld voor de ligging van de oude stad, zoals Haikal ten noorden van Assur en Tell al-Dahab zuidelijk van de monding van de Kleine Zab. een recente identificatie is van Reinhard Dittmann (1995). Hij stelde Tall Akrah voor en Mahmud El-Amin deed daar een verkennende opgraving die laat zien dat dit inderdaad een goede mogelijkheid is.
In de 18e/17e eeuw v.Chr. was Ekallatum een van de vier rijken die elkaar noordelijk Mesopotamië betwisten, samen met Mari, Eshunna en Babylon. Het grensgebied was de landstreek Suhum met de stad Harâdum.
Uit de archieven van Mari blijkt dat in de tijd van Sjamsji-adad I van Assyrië diens zoon Ishmedagan onderkoning van Ekallatum was en zijn broer Yasmah-Adad van Mari. Zij waren bondgenoten van Ishhiadad van Qatna. Daarmee beheersten zij het hele handelsverkeer in noordelijk Mesopotamië. Er is een brief die over leveringen van paarden uit Qatna in ruil voor tin uit Ekallatum gaat.
In de jaarnaam van Hammurabis 32e jaar verklaart hij dat hij Mari en Malkum verslagen had, en Mari en zijn dorpen en de vele steden van Subartu, Ekallatum, geheel Burunda en het land op de oever van de Tigris tot aan de Eufraat onderworpen had.
In 689 v.Chr. verwoestte Sennacherib Babylon en in een beschrijving van zijn daden, de Bavische Inscriptie, tracht hij zijn vroomheid te bewijzen door te stellen dat hij twee cultusbeelden die zo'n vierhonderd jaar eerder uit Ekallatum gestolen waren teruggegeven had. De plundering van de tempels van Babylon en vernieling van de cultusbeelden daar schrijft hij aan 'zijn mensen' toe.